# Traci Lords
Traci Elizabeth Lords (rodným jménem Nora Louise Kuzma; 7. května 1968) je americká filmová herečka, producentka, režisérka, spisovatelka a zpěvačka. Proslulosti se jí dostalo díky pornografickým snímkům, které natočila jako nezletilá – v prvním z nich se objevila teprve v šestnácti letech. V témže věku se stala dívkou měsíce pánského časopisu Penthouse.

## Biografie

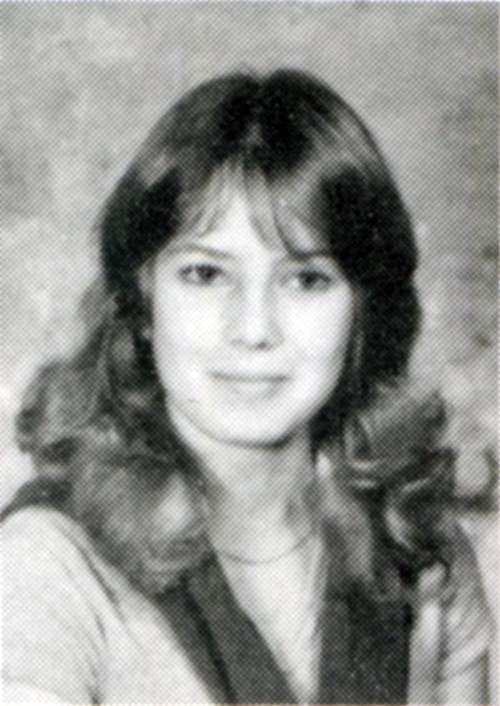
Fotografie ze školní ročenky z roku 1983

Narodila se v Steubenville v Ohiu do problematické rodiny. V deseti letech byla znásilněna čtrnáctiletým chlapcem a o dva roky později utekla, spolu s matkou a třemi sestrami, od násilnického otce alkoholika. Nový přítel její matky Roger byl dealer kokainu a sexuálně jí zneužíval. V patnácti letech zanechala studia na střední školy a nastěhovala se k Rogerovi, který se mezitím s její matkou rozešel. Pomohl ji v počátcích její kariéry a zajistil falešný řidičský průkaz, podle kterého byla o pět let starší. V první polovině roku 1984 se pustila do natáčení pornografických filmů, přičemž její první byl snímek What Gets Me Hot!, a v září téhož roku se objevila jako dívka měsíce na titulní straně časopisu Penthouse. V osmnácti letech měla na kontě již 100 pornografických filmů (ve své autobiografii později uvedla, že šlo o 80 originálních snímků, přičemž zbývajících 21 bylo vytvořeno kompilací nepoužitých záběrů a scén).
V květnu 1986, tři týdny po jejích osmnáctých narozeninách, úřady zjistily, že kromě jednoho filmu (Traci, I Love You) natočila všechny pornografické snímky jako nezletilá. Následně byla zatčena, stejně jako majitele její filmové agentury X-Citement Video. Agentura byla na vlastní náklady donucena zajistit odstranění všech videokazet, filmových kopií a časopisů z obchodů, aby se tak vyhnula obvinění z obchodování s dětskou pornografií. Zatímco filmoví agenti, producenti a majitelé firmy byli obžalováni, ona sama nebyla z trestného činu nikdy obviněna (státními žalobci byla označena jako oběť pornoprůmyslu). Za účinkování v pornosnímcích získala za všechny filmy, dle své autobiografie, 35 tisíc dolarů a dalších 5 tisíc za pózování pro časopis Penthouse. Spolu s přítelem založila společnost Traci Lords Company, kde koprodukovala a režírovala pornosnímky.
Po odchodu z pornoprůmyslu si ponechala své umělecké jméno, které přijala i úředně. Podařilo se jí přejít ke klasickým filmům a v několika z nich se objevila. Ještě v osmnácti začala studovat metody herectví na Lee Strasberg Theatre Institute a debutovala ve snímku Not of This Earth (1988). Následně si zahrála mimo jiné ve filmech Blade (1998) a Černá maska 2: Město masek (2002). Objevila se i v celé řadě televizních seriálů, například Příběhy ze záhrobí, Melrose Place, Herkules nebo Gilmorova děvčata.
V roce 2003 vydala autobiografii Traci Lords: Underneath It All, která se stala bestsellerem.
Nejvýznamnějším počinem hudební kariéry je skladba Control, která v mnoha derivacich provází celou herní sérií Mortal Kombat.